# Zero Patience
Zero Patience è un film del 1993 scritto e diretto da John Greyson.
Il film racconta la sua storia sullo sfondo di una storia d'amore tra un "fuoritempo" Sir Richard Francis Burton ed il fantasma di Zero, mescolando musical, fantastico e melodramma, la leggenda metropolitana della presunta introduzione dell'HIV in Nord America attraverso un singolo individuo, Gaëtan Dugas, meglio conosciuto come paziente zero. Steward omosessuale di una compagnia di volo canadese, Dugas fu un assiduo frequentatore della comunità gay di San Francisco, dove si recava ogni anno in occasione del Gay pride. Scopertosi malato di questa nuova e sconosciuta malattia, decise di vivere il tempo che gli rimaneva divertendosi il più possibile, avendo rapporti sessuali con centinaia di uomini, senza informare nessuno della malattia che lo affliggeva.

## Trama
L'avventuriero e sessuologo vittoriano Sir Richard Francis Burton arriva, grazie ad una fonte della giovinezza, dal 1892 nella Toronto degli anni novanta, dove lavora come tassonomista presso il Museo di Storia Naturale. Burton sta lavorando ad un progetto sulle grandi epidemie della storia, cercando di dimostrare che le origini dell'HIV provengono dalla società canadese. Per fargli cambiare idea, il fantasma di Zero, un assistente di volo franco-canadese indicato come il primo portatore del virus, appare a Burton, obbligandolo a rivedere le proprie idee e ad esporre le sue ricerche in maniera differente.

## Riconoscimenti
- Menzione speciale della Giuria al Toronto International Film Festival 1993
- Sudbury Cinéfest: Best Canadian Film e Best Ontario Feature